# Raifatus
Raifatus is een bestuurslaag in het regentschap Belu van de provincie Oost-Nusa Tenggara, Indonesië. Raifatus telt 760 inwoners (volkstelling 2010).